# Piège à poulpe

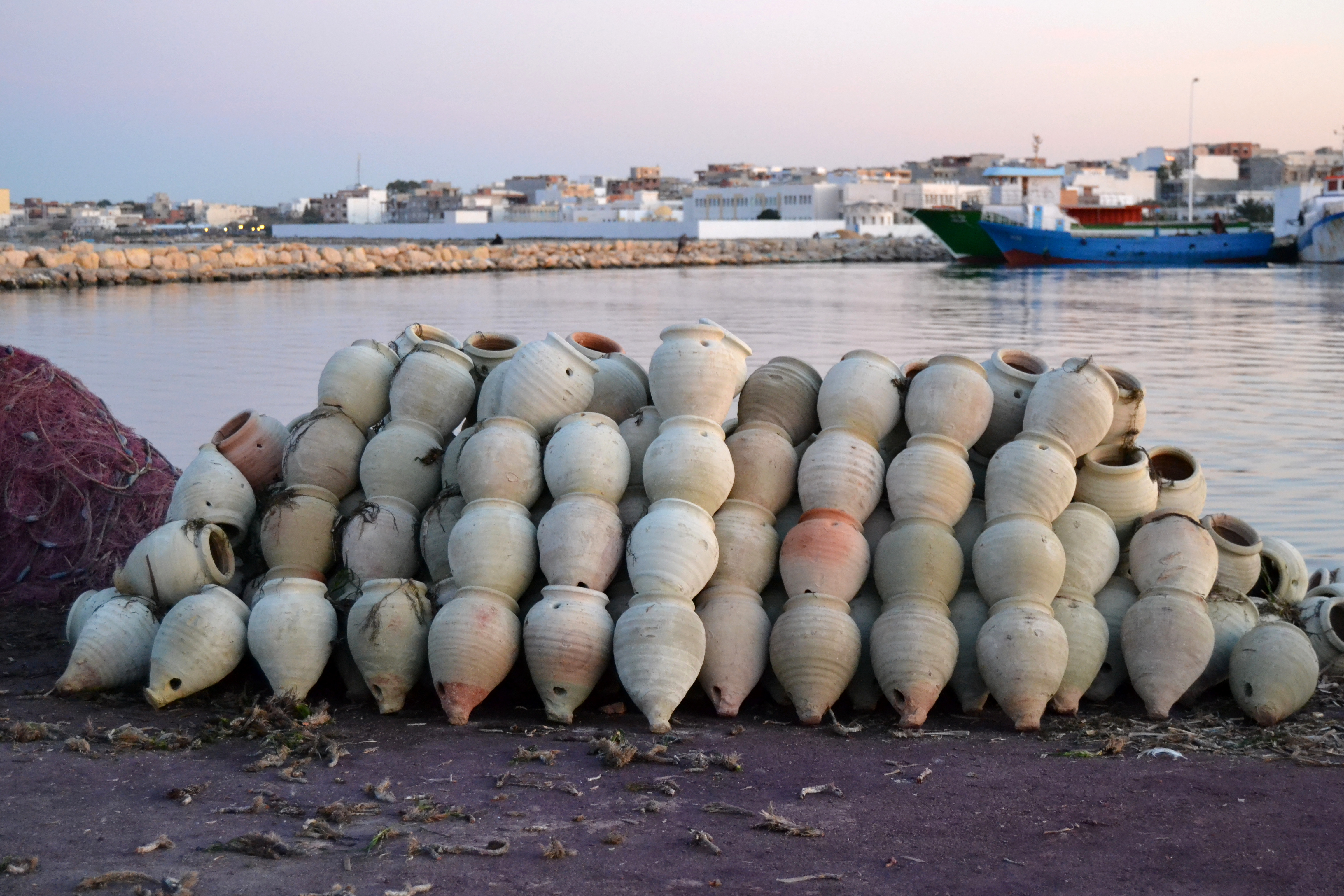
De nombreux pots destinés à la pêche au poulpe, localement appelés « karour » ou « gargoulettes », rangés sur un quai du port de Sayada en Tunisie.

Un piège à poulpe est un instrument permettant de pêcher des pieuvres.
Au Japon et sur le pourtour de la mer Méditerranée, les pièges à poulpe prennent la forme de simples pierres (ou blocs de béton) dans lequel un trou est percé ou de pots en terre cuite, laissés simplement plusieurs jours sur le fond marin. Les poulpes entrent dans ces pots pour se protéger, s'en servant comme abri ; lorsque les pots sont remontés à la surface, les poulpes ne cherchent généralement pas à s'enfuir et, au contraire, se plaquent contre les parois. À la différence des nasses, ces pièges ne disposent pas de dispositif en forme d'entonnoir pour empêcher la proie de sortir.

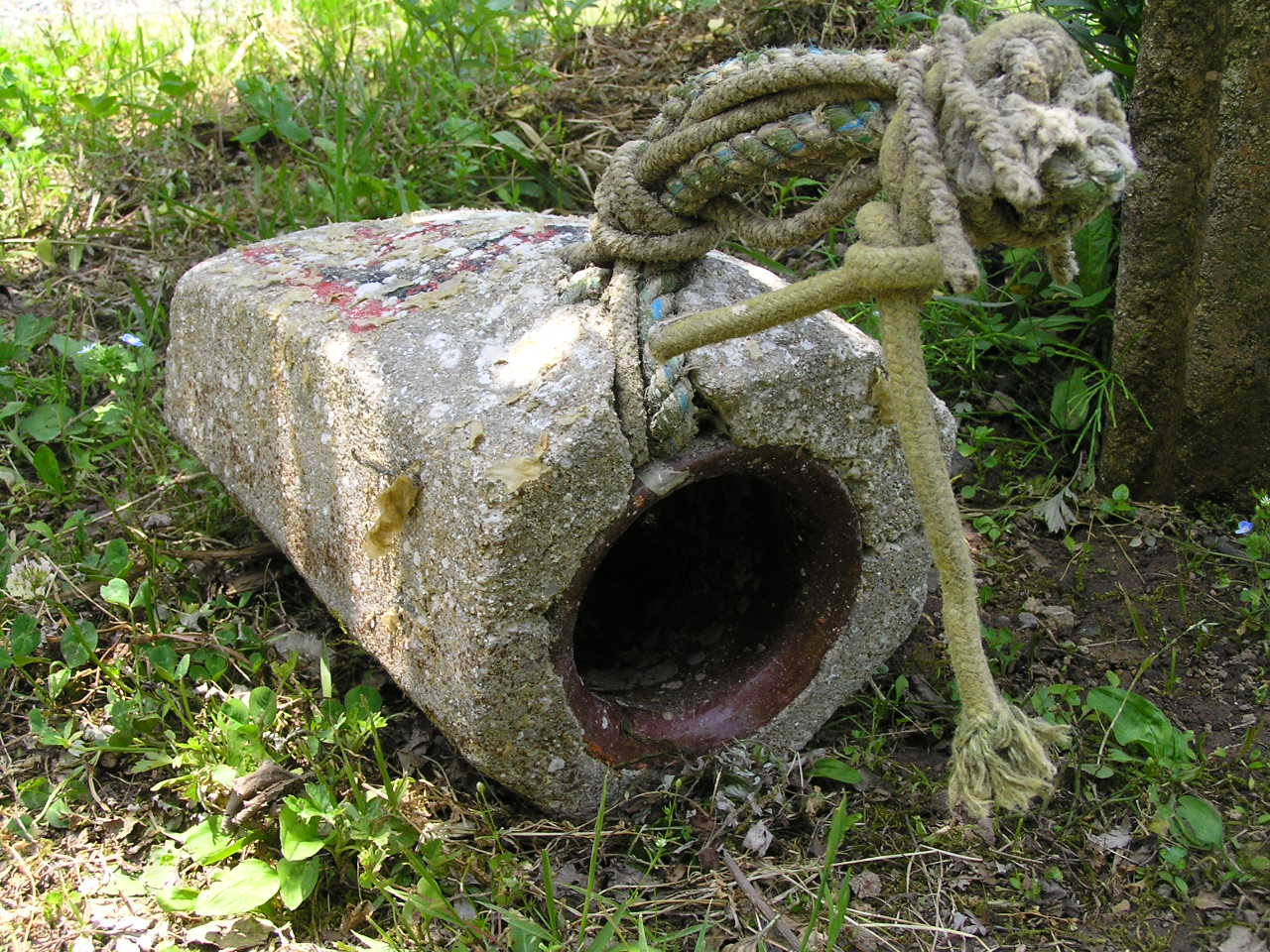
Piège à poulpe japonais